# Peter Storey
Peter Edwin Storey (født 7. september 1945 i Farnham, England) er en tidligere engelsk fodboldspiller, der spillede som back eller alternativt defensiv midtbanespiller. Han var på klubplan primært tilknyttet Arsenal F.C., hvor han spillede i 12 sæsoner og var med til at vinde både det engelske mesterskab, FA Cuppen og UEFA's Messebyturnering. Han nåede i alt at spille 391 ligakampe for klubben. Inden sit karrierestop spillede han desuden en enkelt sæson hos Fulham F.C.
Storey blev desuden noteret for 19 kampe for Englands landshold, som han debuterede for i 1971 i et opgør mod Grækenland.

## Titler
Engelsk 1. Division
- 1971 med Arsenal F.C.

FA Cup
- 1971 med Arsenal F.C.

Inter-Cities Fairs Cup
- 1970 med Arsenal F.C.